# Błahodatne (rejon pokrowski)
Błahodatne (ukr. Благодатне) – osiedle na Ukrainie, w obwodzie donieckim, w rejonie pokrowskim, w hromadzie Oczeretyne. W 2001 liczyło 1609 mieszkańców, spośród których 778 wskazało jako ojczysty język ukraiński, 813 rosyjski, 1 białoruski, 1 romski, 1 polski, a 15 inny.
Do 2024 roku miejscowość nosiła nazwę Żełanne (ukr. Желанне).